# Johannes Eisenhut
Johannes Eisenhut (* 29. Mai 1856 in Herisau; † 6. November 1947 Gais; heimatberechtigt ebenda) war ein Schweizer Unternehmer, Kantonsrat, Regierungsrat und Nationalrat aus dem Kanton Appenzell Ausserrhoden.

## Leben
Johannes Eisenhut war ein Sohn von Johannes Eisenhut, Kaufmann, und Anna Katharina Willi. Von 1869 bis 1873 besuchte er die Kantonsschule Trogen und danach die Ecole industrielle cantonale in Lausanne. Er absolvierte eine Ausbildung zum Textilkaufmann in Herisau. Im Jahr 1881 heiratete er Anna Maria Schäfer, Tochter von Johann Jakob Schefer. Ab 1880 war er Teilhaber am Stickereigeschäft seines Onkels Johannes Willi in Gais. Zusammen mit seinen Söhnen übernahm er dieses Geschäft nach 1900 und führte es unter dem Namen Eisenhut & Co.
Von 1883 bis 1892 sass er im Gemeinderat in Gais. Von 1889 bis 1892 amtierte er als Gemeindehauptmann. Von 1891 bis 1898 sowie von 1907 bis 1921 gehörte er dem Ausserrhoder Kantonsrat an. Er stand als Regierungsrat ab 1898 bis 1900 der Erziehungsdirektion vor. Als freisinniger Nationalrat von 1911 bis 1931 war er vor allem Wirtschaftsvertreter, Wortführer der ostschweizerischen Textilindustrie sowie Gegner jeglicher staatlicher Interventionspolitik. Als Unternehmer versuchte Eisenhut die Krise unter grossem Einsatz privaten Vermögens zu bewältigen. Er war langjähriges Mitglied der nationalrätlichen Zolltarifkommission. Von 1897 bis 1909 und ab 1911 bis 1935 war er Mitglied der Kantonalbankverwaltung. Er sass von 1902 bis 1919 im Verwaltungsrat der Strassenbahn St. Gallen–Gais–Appenzell. Diese präsidierte er von 1904 bis 1919. Von 1901 bis 1911 gehörte er dem Verwaltungsrat des Elektrizitätswerks Kubel an.